# Квагука
Квагука (на зулуски: KwaGuqa) е селище в североизточната част на Южноафриканската република, част от окръг Нкангала на провинция Мпумаланга. Населението му е около 131 000 души (2011).
Разположено е на 1540 метра надморска височина на платото Хуфелд, на 10 километра западно от центъра на Емалахлени и на 90 километра източно от Претория. Селището се образува през XX век като тауншип – предградие за чернокожи – при промишления център Витбанк (днес Емалахлени). Днес почти цялото му население е от чернокожи, като около половината говорят зулуски.

## Известни личности
Родени в Квагука
- Хю Масекела (1939 – 2018), музикант